# Bagre (género)

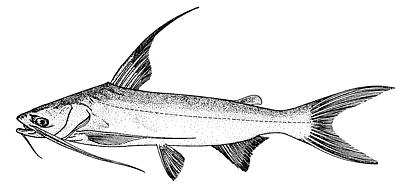
Bagre

O nome bagre (Bagre spp - ARIIDAE) é genérico, já que existem muitas espécies de bagre diferentes. Pertecentes a família dos Pimlodídeos, ordem dos Siluróides (Rhandia hilari), também chamado “mandi-branco”. No mar podem atingir até um metro de comprimento e 15Kg de peso, sendo que em águas interiores chegam a atingir apenas 2Kg, não considerando é claro os grandes Bagres que tem nome específico como por exemplo a Pirarara.

## Características
Peixe de couro, possui nadadeiras dorsais e é desprovido de espinhos de sustentação. Seus ferrões podem provocar ferimentos sérios, motivo pelo qual não se pode pegá-lo com as mãos desprotegidas. Alimenta-se de qualquer presa, desde que caiba no tamanho de sua boca, que é dilatável. Este peixe também contém mais de 27 000 papilas gustativas.

## Habitat
Em todo o Brasil, em águas doces ou salgadas do oceano Atlântico. Pesca-se em rios, canais ou na praia.